# ルフトシュトローム
ルフトシュトローム（欧字名:Luftstrom、2017年1月31日 - ）は、日本の競走馬。2020年のニュージーランドトロフィーの勝ち馬である。
馬名の意味は、ドイツ語で「気流」。

## 戦績
2020年1月19日、中山競馬場の新馬戦でデビューし、1着。管理する堀宣行は、この勝利でJRA600勝を達成した。続く3月7日中山の3歳1勝クラスでも、ヴェンチュラスターに1馬身差をつけ快勝した。重賞初挑戦となった4月11日のニュージーランドトロフィーでは、後方追走から直線で鋭く脚を伸ばすと、最後は好位から抜け出したシーズンズギフトに半馬身差をつけ、3連勝で重賞初制覇となった。NHKマイルカップは4番人気での出走となるが、5着にとどまり連勝がストップした。秋は京成杯オータムハンデキャップで復帰、2番人気に支持されるが殿負けを喫する。このあと年内は出走しなかった。
2021年は4走したが、そのいずれも二桁着順と凡走が続いた。
2022年も年明け初戦となった中山記念は14着、東風ステークスは12着と大敗し、このあと去勢される。去勢明けの京成杯オータムハンデキャップは、流れも向かず11着。続く富士ステークスでは12着に終わり、5歳シーズンを終えた。
2023年は初ダート戦となったバレンタインステークスで始動。後方から追い込んでハセドンの2着と好走した。この後、ノーザンファーム空港牧場で休養していたが、脚部不安のため現役を引退することになった。引退後は乗馬となる予定だが、行先は未定である。

## 競走成績
以下の内容は、JBISサーチおよびnetkeiba.comに基づく。
| 競走日     | 競馬場 | 競走名        | 格   | 距離（馬場）  | 頭 数 | 枠 番 | 馬 番 | オッズ （人気） | 着順 | タイム （上り3F） | 着差 | 騎手        | 斤量 [kg] | 1着馬（2着馬）         | 馬体重 [kg] |
| ---------- | ------ | ------------- | ---- | ------------- | ----- | ----- | ----- | --------------- | ---- | ----------------- | ---- | ----------- | --------- | ---------------------- | ----------- |
| 2020.01.19 | 中山   | 3歳新馬       |      | 芝1600m（稍） | 16    | 6     | 12    | 003.40（1人）   | 01着 | R1:37.3（35.0）   | -0.6 | 0内田博幸   | 56        | （メリディアン）       | 492         |
| 0000.03.07 | 中山   | 3歳1勝クラス  |      | 芝1600m（良） | 8     | 7     | 7     | 001.90（1人）   | 01着 | R1:34.8（34.5）   | -0.2 | 0川田将雅   | 56        | （ヴェンチュラスター） | 486         |
| 0000.04.11 | 中山   | NZT           | GII  | 芝1600m（良） | 16    | 6     | 11    | 004.60（2人）   | 01着 | R1:33.0（34.2）   | -0.1 | 0石橋脩     | 56        | （シーズンズギフト）   | 482         |
| 0000.05.10 | 東京   | NHKマイルC    | GI   | 芝1600m（良） | 18    | 7     | 14    | 005.90（4人）   | 05着 | R1:33.0（34.0）   | -0.5 | 0D.レーン   | 57        | ラウダシオン           | 482         |
| 0000.09.13 | 中山   | 京成杯AH      | GIII | 芝1600m（良） | 16    | 1     | 1     | 005.10（2人）   | 16着 | R1:35.3（35.9）   | -1.4 | 0石橋脩     | 54        | トロワゼトワル         | 506         |
| 2021.04.03 | 中山   | ダービー卿CT  | GIII | 芝1600m（良） | 15    | 2     | 4     | 004.50（2人）   | 13着 | R1:33.9（36.0）   | -1.3 | 0C.ルメール | 56        | テルツェット           | 506         |
| 0000.04.25 | 阪神   | マイラーズC   | GII  | 芝1600m（良） | 15    | 5     | 9     | 021.10（8人）   | 13着 | R1:32.4（34.4）   | -1.0 | 0岩田望来   | 56        | ケイデンスコール       | 492         |
| 0000.10.30 | 阪神   | スワンS       | GII  | 芝1400m（良） | 18    | 2     | 4     | 075.8（15人）   | 13着 | R1:21.6（34.8）   | -0.9 | 0岩田望来   | 56        | ダノンファンタジー     | 498         |
| 0000.11.27 | 東京   | キャピタルS   | L    | 芝1600m（良） | 17    | 8     | 16    | 023.8（10人）   | 12着 | R1:34.0（34.6）   | -1.0 | 0R.ムーア   | 57        | プリンスリターン       | 500         |
| 2022.02.27 | 中山   | 中山記念      | GII  | 芝1800m（良） | 16    | 5     | 10    | 170.0（15人）   | 14着 | R1:49.0（36.8）   | -2.6 | 0石橋脩     | 56        | パンサラッサ           | 504         |
| 0000.03.13 | 中山   | 東風S         | L    | 芝1600m（良） | 14    | 3     | 4     | 100.6（13人）   | 12着 | R1:34.9（34.6）   | -0.8 | 0石川裕紀人 | 57        | ボンセルヴィーソ       | 502         |
| 0000.09.11 | 中山   | 京成杯AH      | GIII | 芝1600m（良） | 13    | 6     | 10    | 019.70（8人）   | 11着 | R1:34.2（34.2）   | -0.6 | 0横山和生   | 55        | ファルコニア           | 504         |
| 0000.10.22 | 東京   | 富士S         | GII  | 芝1600m（良） | 15    | 2     | 4     | 089.7（12人）   | 12着 | R1:33.4（35.1）   | -1.4 | 0横山和生   | 56        | セリフォス             | 490         |
| 2023.02.12 | 東京   | バレンタインS | OP   | ダ1400m（重） | 16    | 8     | 15    | 066.3（11人）   | 02着 | R1:22.2（35.6）   | -0.2 | 0福永祐一   | 60        | ハセドン               | 496         |

## 血統表
| ルフトシュトロームの血統                          | ルフトシュトロームの血統                                                        | ルフトシュトロームの血統                                                        | （血統表の出典）                                                                | （血統表の出典）  |
| 父系                                              | サンデーサイレンス系/ヘイロー系                                                 | サンデーサイレンス系/ヘイロー系                                                 | サンデーサイレンス系/ヘイロー系                                                 | [ § 2 ]           |
| 父 *キンシャサノキセキ 2003 黒鹿毛 オーストラリア | 父の父フジキセキ 1992 青鹿毛                                                    | *サンデーサイレンス                                                             | Halo                                                                            | Halo              |
| 父 *キンシャサノキセキ 2003 黒鹿毛 オーストラリア | 父の父フジキセキ 1992 青鹿毛                                                    | *サンデーサイレンス                                                             | Wishing Well                                                                    |                   |
| 父 *キンシャサノキセキ 2003 黒鹿毛 オーストラリア | 父の父フジキセキ 1992 青鹿毛                                                    | *ミルレーサー                                                                   | Le Fabuleux                                                                     | Le Fabuleux       |
| 父 *キンシャサノキセキ 2003 黒鹿毛 オーストラリア | 父の父フジキセキ 1992 青鹿毛                                                    | *ミルレーサー                                                                   | Marston's Mill                                                                  |                   |
| 父 *キンシャサノキセキ 2003 黒鹿毛 オーストラリア | 父の母*ケルトシャーン Keltshaan 1994 黒鹿毛                                     | Pleasant Colony                                                                 | His Majesty                                                                     | His Majesty       |
| 父 *キンシャサノキセキ 2003 黒鹿毛 オーストラリア | 父の母*ケルトシャーン Keltshaan 1994 黒鹿毛                                     | Pleasant Colony                                                                 | Sun Colony                                                                      |                   |
| 父 *キンシャサノキセキ 2003 黒鹿毛 オーストラリア | 父の母*ケルトシャーン Keltshaan 1994 黒鹿毛                                     | Featherhill                                                                     | Lyphard                                                                         | Lyphard           |
| 父 *キンシャサノキセキ 2003 黒鹿毛 オーストラリア | 父の母*ケルトシャーン Keltshaan 1994 黒鹿毛                                     | Featherhill                                                                     | Lady Berry                                                                      |                   |
| 母 ハワイアンウインド 2009 鹿毛 日本              | 母の父*キングカメハメハ 2001 鹿毛                                               | Kingmambo                                                                       | Mr. Prospector                                                                  | Mr. Prospector    |
| 母 ハワイアンウインド 2009 鹿毛 日本              | 母の父*キングカメハメハ 2001 鹿毛                                               | Kingmambo                                                                       | Miesque                                                                         |                   |
| 母 ハワイアンウインド 2009 鹿毛 日本              | 母の父*キングカメハメハ 2001 鹿毛                                               | *マンファス                                                                     | *ラストタイクーン                                                               | *ラストタイクーン |
| 母 ハワイアンウインド 2009 鹿毛 日本              | 母の父*キングカメハメハ 2001 鹿毛                                               | *マンファス                                                                     | Pilot Bird                                                                      |                   |
| 母 ハワイアンウインド 2009 鹿毛 日本              | 母の母ライクザウインド 2000 鹿毛                                                | *デインヒル                                                                     | Danzig                                                                          | Danzig            |
| 母 ハワイアンウインド 2009 鹿毛 日本              | 母の母ライクザウインド 2000 鹿毛                                                | *デインヒル                                                                     | Razyana                                                                         |                   |
| 母 ハワイアンウインド 2009 鹿毛 日本              | 母の母ライクザウインド 2000 鹿毛                                                | *ウインドインハーヘア                                                           | Alzao                                                                           | Alzao             |
| 母 ハワイアンウインド 2009 鹿毛 日本              | 母の母ライクザウインド 2000 鹿毛                                                | *ウインドインハーヘア                                                           | Burghclere                                                                      |                   |
| 母系(F-No.)                                       | ウインドインハーヘア(IRE)系(FN:2-f)                                             | ウインドインハーヘア(IRE)系(FN:2-f)                                             | ウインドインハーヘア(IRE)系(FN:2-f)                                             | [ § 3 ]           |
| 5代内の近親交配                                   | His Majesty 4 x 5 = 9.38%、Lypahrd 4 x 5 = 9.38%、Northern Dancer 5 x 5 = 6.25% | His Majesty 4 x 5 = 9.38%、Lypahrd 4 x 5 = 9.38%、Northern Dancer 5 x 5 = 6.25% | His Majesty 4 x 5 = 9.38%、Lypahrd 4 x 5 = 9.38%、Northern Dancer 5 x 5 = 6.25% | [ § 4 ]           |
| 出典                                              | 1. 2. 3. 4.                                                                     | 1. 2. 3. 4.                                                                     | 1. 2. 3. 4.                                                                     | 1. 2. 3. 4.       |

- 近親にアドマイヤミヤビ（クイーンカップ）、アドマイヤテラ（目黒記念）[15]。